# ケビン・マシューズ
ケビン・マシューズ（Kevin Matthews、1983年2月10日 - ）は、アメリカ合衆国のプロレスラー。ニューヨーク州ブルックリン出身。

## 来歴

### キャリア初期
1999年、地元であるニューヨークにてダッドリー・ボーイズなどを育成したことで有名なジョニー・ロッズの下でトレーニングを開始。2000年3月18日、ケビン・マシューズ（Kevin Matthews）のリングネームでプロレスラーデビューを果たす。デビュー後、JCW（Jersey Championship Wrestling）、JAPW（Jersey All Pro Wrestling）、WXW（World Xtreme Wrestling）などのアメリカ北東部のインディー団体を拠点として活動。

### WWE

#### DSW
2006年、WWEとディベロップメント契約を交わして入団。傘下団体であるDSWにてトレーニングを開始し、デビュー早々出場機会が多くWWEに昇進するのも時間の問題かと思われたが7月に突然の退団を発表した。この事件については後にビル・デモットとの確執が原因だったと語っている。

### インディー団体
WWE退団後、ニュージャージー州を拠点とするNWS（National Wrestling Superstars）を中心に活動するようになり、タタンカ、ブルータス・ビーフケーキ、ジム・ドゥガン、ティト・サンタナといった往年の名レスラーたちと対戦を繰り広げた。
2010年、大型ヒールユニットであるリアリティ・チェック（Reality Check）にメンバー入り。5月8日、PWS（Pro Wrestling Syndicate）に初参戦。イベントであるVendetta 2010にてPWSヘビー級王座を保持するバタービーンに挑戦するという待遇を受け、アレクサ・サッチャーをマネージャーに従えて試合に挑んで勝利し、ベルトを奪取した。
2011年3月5日、PWS Spring Break Showdown 2011にて王座防衛戦を6wayマッチによる変則ルールでダニー・デマント & デボン・ムーアと組んでD-Generates of Wrestling（ロード・ドッグ & ビリー・ガン & Xパック）と対戦して勝利した。
2012年6月2日、PWS Five Year Anniversary Weekend 2012にてPWSヘビー級王座を保持するサミ・キャラハンにラダーマッチでの挑戦となり、勝利して2度目の王座を戴冠。9月14日、PWS Saved By The Ring Bell 2012にてキャラハンとのリベンジマッチを組まれ、フォールズ・カウント・エニウェア・マッチを行い返り討ちにして見せた。王座戴冠後、スターマン、ラリー・ザ・マーベラス・ワンといった挑戦者たちを退けた。11月19日、PWS The Show Must Go On 2012にて王座防衛戦を行い、ザ・ラーウェイ・リーパーなる謎のレスラーの挑戦を受けることになるが、正体がマット・ハーディーである事を知るまで油断をしていたマシューズはマットと知るや慌てふためき試合を組め立てずに敗戦し、王座陥落となった。12月7日、PWS Fight Mare Before Christmas 2012ではマットにリベンジマッチを仕掛けるも返り討ちにされた。
2013年2月9日、ジェリー・リンの引退興行となるPWS Thank You Jerryにてマットに2度目となるリベンジマッチを組まれ、ハーディー・ボーイズが得意とするTLCマッチで劣勢に立たされたが勝利し、3度目の王座戴冠となった。以降、王座防衛戦ではコルト・カバナ、ホミサイド、アンソニー・ニースといったインディー界の雄志たちの挑戦を退けたが9月20日、PWS Return To Rahwayにてアレックス・レイノルズとの王座戦で行うが敗戦してベルトを奪取された。
2014年5月17日、PWS Refuse to Lose 2014にてGFWを新設して各団体のレスラー達を支配しようと乗り込んできたジェフ・ジャレットと対戦。しかし、試合ではお互いクリーンファイトで戦いジャレットを破り、PWSチャントで会場を占拠した。9月20日、PWS All Fired Upにて元WWE所属のブライアン・マイヤーズと対戦して勝利。試合後にはマイヤーズとWWEから解雇された思い出を語り合い椅子を使って交互に叩きつけるが、油断していたところをレスラーとしての活動に終止符を打ったマイヤーズの元相棒であるタイラー・レックスに襲撃された。これをきっかけに抗争へと展開。10月31日、PWS 10/31にて元WWE所属のランス・ホイットを助っ人として呼び寄せてヒートシーカーズ（マイヤーズ & レックス）と対戦するが敗戦。抗争は止まる事なく激化するようになり12月20日、PWS Nightmare Before Christmas 2014ではシンガポールケインマッチを行い敗戦。
2015年1月31日、PWS Frozen Fallout 2015にてマイヤーズと遺恨戦となる有刺鉄線デスマッチを行い、両者血だらけとなりながらも最後にはフォールを決めて勝利し抗争に決着をつけた。6月12日、ジェフ・ジャレットが主宰するGFWのイベントであるGrand Slam Tourに初参戦。ムースと対戦するが最後にスピアーを決められ敗戦した。

### Impact Wrestling
2017年3月6日、Impact Wrestlingと契約を交わし入団。同月30日、Impact Wrestlingにてシエナの従兄妹ギミックであるKMとして登場。ブラクストン・サッターと対戦。サッターのセコンドであるアリーに挑発され、サッターのペースに持ち込まれるが、終盤にシエナがアリーを捕まえ、サッターの気を引いているところに形成を逆転。エゴ・ドライバーを決めて勝利した。

## 得意技
エゴ・ドライバー
パワーボム・バックブリーカー。
パワーボムの体勢で相手を担ぎ上げ、落とす際に自身がリングに両膝を立てて寝転んで相手の背中を両膝の上に叩き落とす。
スイングリバースSTO
変型フラット・ライナー。
相手の体を一旦後方へと仰け反らせ、自らが後方に倒れ込んでいき相手の顔面をマット打ちつける。
フルネルソン・サイドスラム
フルネルソンを決めたまま相手の体ほぼキャンパスと水平状態に振り上げて叩きつける。

## 獲得タイトル
PWS
- PWSヘビー級王座 : 3回

WXW
- WXWタッグ王座 : 1回

w / グレッグ・マシューズ